# 参宿增卅七
獵戶座29，又名BD-07 1064，HD 35369、SAO 132067、HR 1784，是獵戶座的一颗恒星，视星等为4.14，位于銀經209.98，銀緯-22.98，其B1900.0坐标为赤經5h 19m 7.7s，赤緯-7° -22.98′ 59″。